# Corennys conspicua
Corennys conspicua är en skalbaggsart som först beskrevs av Charles Joseph Gahan 1906.  Corennys conspicua ingår i släktet Corennys och familjen långhorningar.
Artens utbredningsområde är Burma. Inga underarter finns listade i Catalogue of Life.